# Economía monetaria
La economía monetaria es una rama de la economía. Históricamente, la economía monetaria ha prefigurado históricamente y permanece integralmente vinculada a la macroeconomía. La economía monetaria estudia las diferentes teorías del dinero: proporciona un marco para analizar el dinero y considera sus funciones dinero en sus funciones como medio de cambio, depósito de valor y unidad de cuenta. Considera como el dinero, por ejemplo, la moneda fiduciaria, puede obtener aceptación debido únicamente a su conveniencia como un bien público. Examina los efectos de los sistemas monetarios, incluyendo la regulación del dinero y aquellos asociados a las instituciones financieras y a otros aspectos internacionales.
Los análisis modernos han tratado de proporcionar una formulación microeconómica de la demanda de dinero, como también distinguir las válidas relaciones monetarias nominales y reales para su uso macro o micro, incluyendo su influencia en la demanda agregada para la producción. Los métodos de la economía monetaria incluyen derivados y pruebas de las consecuencias del uso del dinero como un sustituto de otros activos y como base de fricciones explícitas.

## Teoría Moderna del Dinero
Más información: teoría cuantitativa del dinero
El concepto fundamental de cualquier teoría moderna del dinero es la comprensión de que el valor del dinero fiduciario depende del intercambio y no del peso (comparar con el Modelo Arrow-Debreu).

## Áreas de investigación
Tradicionalmente, las áreas de investigación en economía monetaria han incluido:
- determinantes empíricos y medidas de la oferta monetaria, ya sea por poco, en términos generales, o en índices agregados, en relación con la actividad económica;[10]
- Determinantes empíricos de la demanda de dinero.
- Teoría del crédito del dinero (también llamada teoría de la deuda del dinero), relativa a la relación entre el crédito y el dinero.
- las teorías de la deuda-deflación y del balance general, , que plantean la hipótesis de que la sobreextensión del crédito asociada con una caída posterior del precio de los activos genera fluctuaciones de precios a través del efecto riqueza sobre el patrimonio neto;[11]
- implicaciones monetarias de la relación del precio de los activos y la macroeconomía;[12]
- Aspectos monetarios estudiados por los bancos centrales;[13];

- La relación de la política monetaria/fiscal con la estabilidad macroeconómica;[14]
- El efecto del crecimiento de la oferta monetaria sobre la inflación;
- La economía política de la regulación financiera y la política monetaria;[15];
- Implicaciones monetarias de la relación activo-precio/macroeconómica:[16] la teoría cuantitativa del dinero,[17] el monetarismo[18] y la importancia y la estabilidad en la relación entre la oferta monetaria y las tasas de interés, el nivel de precios, y el valor nominal y la producción real de una economía;[19]
- impactos monetarios sobre las tasas de interés y la estructura temporal de las tasas de interés.[20]
- lecciones de historia financiera y/o monetaria.[21]
- mecanismos de transmisión de la política monetaria en cuanto a la macroeconomía.[22]
- relación macroeconómica de la política monetaria y la política fiscal.[23]
- neutralidad del dinero versus la ilusión monetaria como un cambio en la oferta monetaria, nivel de precios o la inflación en la producción.[24]
- pruebas, comprobabilidad e implicaciones de la Teoría de las expectativas racionales como los cambios en la producción o en la inflación de la política monetaria.[25]
- implicaciones monetarias de la información asimétrica e imperfecta[26] y las finanzas fraudulentas.[27]
- la teoría de juegos como paradigma de modelado para instituciones monetarias y financieras;[28]
- la economía política de la regulación financiera y de la política monetaria.[29]
- posibles ventajas de seguir una regla de política monetaria para evitar las ineficiencias de la inconsistencia temporal de la política discrecional.[30]
- "Cualquier cosa por la cual los bancos centrales deben interesarse”.[31]

## Historia
Ver también: Historia del pensamiento económico y Historia del dinero

### Edad de oro islámica
Aproximadamente al mismo tiempo, en el mundo islámico medieval, se creó una vigorosa economía monetaria durante los siglos VII-XII sobre la base de los crecientes niveles de circulación de una moneda estable de alto valor (el dinar). Las innovaciones introducidas por los economistas, comerciantes y comerciantes musulmanes incluyen los primeros usos del crédito, cheques, letras de cambio, cuentas de ahorro, Cuentas corrientes , empréstitos, fideicomisos, tasas de cambio, la transferencia de crédito y deuda, y instituciones bancarias para préstamos y depósitos.

### Subcontinente Indio
En 1329, el taka imperial fue introducido oficialmente por las reformas monetarias de Muhammad bin Tughluq, el emperador que gobernó el Sultanato de Delhi, entre 1325 y 1351. Fue modelado como moneda representativa, un concepto iniciado como papel moneda por los mongoles en China y Persia. La taka fue acuñada en cobre y latón. Su valor se intercambiaba con reservas de oro y plata en el tesoro imperial. La moneda se introdujo debido a la escasez de metales.
Durante el gobierno de Sher Shah Suri (1540-1545), se introdujo una moneda de plata llamada rupiya, que pesaba 178 gramos. Su uso fue continuado por los gobernantes mogoles. La historia de la rupia se remonta a la antigua India alrededor del siglo III AC. La antigua India fue uno de los primeros emisores de monedas en el mundo, junto con los estateros lidios , varias otras acuñaciones de Oriente Medio y el cash chino. El término proviene de rūpya, un término sánscrito para moneda de plata, del sánscrito rūpa, forma hermosa.

### Revolución de los precios
Se produjo un gran interés en los conceptos detrás del dinero durante el período dramático de inflación a fines del siglo XV y principios del XVII conocido como la Revolución de los precios, durante el cual el valor del oro cayó estrepitosamente, a veces fluctuando salvajemente, debido a la importación de oro del Nuevo Mundo, principalmente por el Imperio Español.
Al final de este período, comenzaban a aparecer los primeros textos modernos sobre economía monetaria.

### Billetes de banco
Durante el siglo XVIII, el concepto de billetes de banco se hizo más común en Europa. David Hume se refirió a él como "este nuevo invento del papel".
En 1705, John Law publicó, en Escocia, Money and Trade Considered, que examinaba el fracaso del dinero basado en metales durante los ciento cincuenta años anteriores. Propuso reemplazar ese sistema con un sistema de banco de tierras de papel moneda basado en el valor de los bienes inmuebles. Logró implementar esta propuesta. Sin embargo, su banco quebró debido a que una burbuja de especulación colapsó en una inflación extrema; quizás porque no se tomó en serio las lecciones de la revolución de precios española.
En 1720, Isaac Gervaise escribió The System or Theory of the Trade of the World en el que criticó el mercantilismo y el crédito respaldado por el estado por los problemas de inflación de su época.
En 1751, Ferdinando Galiani publicó Della Moneta, sobre lo cual se puede decir que fue el primer texto moderno sobre teoría económica. Se imprimió veinticinco años antes que "La riqueza de las naciones", el libro más famoso de Adam Smith, que abordaba algunos de los mismos temas. Della Moneta cubrió muchos conceptos monetarios modernos, incluido el valor, el origen y la regulación del dinero. Examinó cuidadosamente las posibles causas de la fluctuación del valor del dinero.

### Mecanismo de flujo especie-dinero
Al año siguiente, 1752, David Hume publicó Of the Balance of Trade, en el que argumentó que uno no debe preocuparse por la importación o exportación de bienes que crean un excedente o escasez de dinero o bienes porque un exceso o escasez de dinero siempre aumentará o disminuirá la demanda hasta que se alcance el equilibrio. En términos económicos modernos, esto es como un equilibrio a través del mecanismo de flujo especie-dinero.

## Estado actual de la economía monetaria
En Estados Unidos, desde 1990, la forma clásica del monetarismo ha sido cuestionada. Esto se debe a acontecimientos que muchos economistas interpretan como inexplicables en términos monetarios, especialmente el trastorno del crecimiento de la oferta monetaria por la inflación en la década de 1990 y el fracaso de la política monetaria pura para estimular la economía en el período 2001-2003. Alan Greenspan, el expresidente de la Reserva Federal, argumentó que la disociación de 1990 puede explicarse por un círculo virtuoso de productividad e inversión, por un lado, y un cierto grado de "exuberancia irracional" en el sector de la inversión.
El economista Robert Solow, del MIT sugiere que la falla de 2001-2003 en la esperada recuperación económica no se debe atribuir al fracaso de la política monetaria, sino a la ruptura de crecimiento de la productividad en sectores fundamentales de la economía, en particular el comercio al por menor. Señaló que cinco sectores produjeron todos los aumentos de la productividad en la década de 1990, y que si bien el crecimiento del comercio al por menor y al por mayor produjo el menor crecimiento, eran con mucho los más grandes sectores de la economía que experimentan aumento neto de la productividad. "2% puede ser un maní, pero al ser el sector más grande de la economía, eso es un montón de cacahuetes". Actualmente la divisa más cara reconocida por el sistema monetario internacional, contando la crisis financiera de los Estados Unidos de 2010 y la inflación oriental del 2011, es la libra esterlina de Gran Bretaña.